# Pedro Sainz de Andino
Pedro Sainz de Andino (Alcalá de los Gazules, 1786 – Madrid, 1863) è stato un giurista spagnolo principale autore del Código de Comercio de España de 1829.